# نشانگان دی جرج
سندرم حذف 22q11.۲ یا سندرم دی جرج (به انگلیسی: DiGeorge syndrome) (که با نام‌های دیگری نیز که در ادامه آورده شده می‌شناسند) ناهنجاری کروموزومی است که در انسان بر اثر حذف کوچکی در کروموزوم ۲۲ اتفاق می‌افتد. این حذف در بخش میانی کروموزوم بر روی بازوی بلند در ناحیه q 11.2 ایجاد می‌شود و همان‌طور که معلوم است ناحیه ۱، باند ۱ و زیر باند ۲ حذف می‌شود. این ناهنجاری از سندرم‌های ریز حذف بوده و الگوی وراثتی آن اتوزومال غالب است و تخمین نفوذ آن در جمعیت ۱ در ۴ هزار تولد است با این وجود این تعداد ممکن است بیشتر نیز باشد زیرا عدم تشخیص آن در افرادی که علائم خفیفی را نشان می‌دهند یا تشخیص اشتباه آن و نسبت دادن با ناهنجاری‌هایی که با سندرم دی جرج دارای اشتراکاتی هستند در نظر گرفته نشده‌است. سندرم دی جرج در سال ۱۹۶۸ توسط پزشک کودکان آنجلو دی جرج (به انگلیسی: pediatric endocrinologist Angelo DiGeorge) توصیف شد و همچنین ارتباط آن با ناهنجاری و بیماری‌های تنه مشترک شریانی (به انگلیسی: truncus arteriosus) و تترالوژی فالوت (به انگلیسی: tetralogy of Fallot) (یکی از مهم‌ترین بیماری‌های قلبی مادرزادی) مشخص شد.

## علائم و نشانه‌های بیماری
نشانه‌ها و علائم بیماری در افراد دی جرج بسیار زیاد است که تمام بخش‌های بدن را شامل می‌شود، از نظر علائم ظاهری در این افراد تنوع زیادی وجود دارد حتی در بیماران خویشاوند نیز تفاوت‌های زیادی ملاحظه می‌شود. نشانه‌ها و علائم معمول شامل ناهنجاری‌های قلبی که از بدو تولد ظاهر می‌شود، شکاف کام (شکافی در سقف دهان) و یک سری نشانه‌های ظاهری مشخص. آنان معمولاً دچار عفونت‌های مکرری به علت نقص در سیستم ایمنی می‌شوند و برخی اختلالات خودایمنی پیشرفته نظیر رماتیسم مفاصل و بیماری گریوز (نوعی پرکاری تیروئید) که دستگاه ایمنی به بافت‌ها و ارگان‌های خودی حمله می‌کند، در افراد مبتلا بروز می‌نماید. همچنین دارای مشکلات تنفسی، نارسایی‌های کلیوی، سطح کلسیم پایین در خون (که احتمال ابتلا به صرع را افزایش می‌دهد)، کاهش میزان پلاکت خون (ترومبوسیتوپنی)، مشکلاتی در روده و معده و تغذیه و ناشنوایی هستند. تفاوت‌های اسکلتی نظیر قد کوتاه، رشد کند و ناهنجاری‌های استخوان ستون مهره‌ها را نیز باید نام برد.
بیشتر کودکان با سندرم دی جرج دارای تأخیر در رشد و نمو هستند که از این بین می‌توان به تأخیر در رشد قدی، گفتاری و مشکلات یادگیری اشاره کرد. با افزایش سن احتمال ابتلا به برخی بیماری‌های روانی مانند شیزوفرنی، افسردگی، اضطراب و دوقطبی افزایش می‌یابد. به علاوه در کودکان مبتلا نسبت به کودکان طبیعی احتمال ابتلا به اختلال کم‌توجهی - بیش‌فعالی (اختصاری ADHD) و برخی اختلالات روانی پیشرفته مانند اوتیسم (در خود ماندگی) که روابط اجتماعی را تحت تأثیر قرار می‌دهد، افزایش می‌یابد.
به‌خاطر علائم و نشانه‌های متعدد و متنوعی که در سندرم حذف 22q11.۲ وجود دارد، در ابتدا این نشانه‌ها را در گروه‌های مختلفی مورد بررسی قرار می‌دادند و این بیماری‌ها را مستقل از هم می‌دانستند و پزشکان این حالات را تحت عنوان‌های سندرم دی جرج (به انگلیسی: DiGeorge syndrome)، سندرم سد لاکف (به انگلیسی: Sedlakova Syndrome)، سندرم ولوکاردیوفاسیال (به انگلیسی: velocardiofacial syndrome) (یا سندرم شاپرینزن (به انگلیسی: Shprintzen syndrome))، ناهنجاری چهره کونوترانکال (به انگلیسی: conotruncal anomaly face syndrome) (یا سندرم تاکائو (به انگلیسی: Takao syndrome))، سندرم استرونگ (به انگلیسی: Strong syndrome)، نارسایی تیموس (به انگلیسی: thymic hypoplasia) می‌شناختند. علاوه بر این برخی کودکان با الگوی بیماری اتوزومی بارز (غالب) را به سندرم اوپتیز G/BBB (به انگلیسی: Opitz G/BBB syndrome) و سندرم کایلر (به انگلیسی: Cayler cardiofacial syndrome) نسبت می‌دادند. پس از این‌که اساس ژنتیکی این سندرم شناسایی شد متوجه شدند که تمام این بیماری‌ها و سندرم‌ها یک پایه و اساس دارند و آن را تحت عنوان سندرم حذف 22q11.۲ یا دی جورج (به احترام اولین تشخیص دهندهٔ آن) نام نهادند.

## علت پدیدار شدن سندرم دی جرج

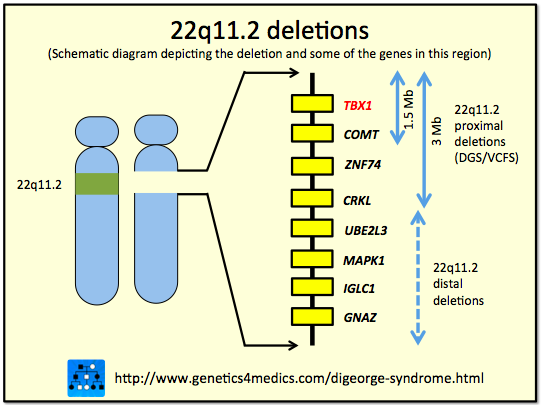
ریز حذف در بازوی بزرگ کروموزوم ۲۲ در ناحیهٔ q11.2

بیشتر افراد با سندرم دی جرج یک توالی ۳ مگابازی (۳ میلیون باز) بر روی بازوی بلند یکی از کپی‌های کروموزوم ۲۲ را در هر سلول از دست داده‌اند. این ناحیه (q11.2) شامل ۳۰ تا ۴۰ ژن است. درصد کمی از افراد مبتلا دارای حذف کوتاه‌تری در این ناحیه هستند و فنوتیپ خفیف‌تری را نشان می‌دهند. سندرم دی جرج را با نام سندرم حذف ژن‌های مجاور نیز می‌شناسند زیرا بروز آن با حذف تعداد زیادی از ژن‌های همسایه خواهد بود.
محققان در حال شناسایی همهٔ ژن‌های ناحیهٔ q11.2 کروموزوم ۲۲ که باعث بروز علائم و نشانه‌های سندرم می‌شود هستند. آن‌ها معتقدند از دست رفتن ژن TBX1 احتمالاً در بروز برخی صفات و علائم مانند ناراحتی‌های قلبی، شکاف کام، ویژگی‌های مشخص ظاهری، ناشنوایی و کاهش سطح کلسیم دخیل هستند. برخی مطالعات اظهار می‌دارند که حذف این ژن در ناهنجاری‌های رفتاری نیز تأثیر می‌گذارد. حذف ژنی دیگر به نام COMT در همین ناحیه باعث افزایش خطر ابتلا به اختلالات رفتاری و بیماری‌های روانی می‌شود.